# Karl August Wietfeldt
Karl August Arnold Wietfeldt (* 5. Juni 1891 in Höxter; † 29. März 1964 in Iserlohn) war ein deutscher Jurist und Politiker.

## Leben
Als Sohn eines Landwirts und Rittergutpächters geboren, studierte Wietfeldt nach dem Besuch des Gymnasiums in Hannover Rechts- und Staatswissenschaften in Göttingen und München. Während seines Studiums wurde er 1910 Mitglied der Burschenschaft Frisia Göttingen. Am Ersten Weltkrieg nahm er als Kriegsfreiwilliger teil, zunächst als Leutnant der Reserve, ab 1915 als Feldartillerie-Offizier an der Ost- und Westfront. 1919 war er Mitgründer der Deutschen Demokratischen Partei (DDP). Nach Examen, Referendariat und Promotion 1920 zum Dr. iur. ging er 1921 als Gerichtsassessor nach Hannover in die Reichsfinanzverwaltung. 1922 wurde er Stadtsyndikus, 1923 Erster Bürgermeister in Peine.
1933 wurde er Mitglied der NSDAP (Mitgliedsnummer 3.184.261). 1934 ging er als Oberstaatsanwalt nach Glogau. Von 1936 bis 1938 war er in Berlin als Abteilungsleiter beim Reichskommissar für Preisbildung tätig. 1937 wurde er Landgerichtsdirektor in Berlin. Er arbeitete beim Reichskommissar für Ausbildung und war dem Ministerium von Hermann Göring unterstellt. Er wurde Oberregierungsrat in Berlin-Friedenau und arbeitete im Geschäftsbereich des Vierjahresplans. Von 1938 bis 1944 war er Oberbürgermeister von Iserlohn, dann bis 1945 Oberbürgermeister in Witten.
Nach dem Zweiten Weltkrieg erhielt er 1945 zunächst Berufsverbot. Ab 1947 war er in Nordrhein-Westfalen Abteilungsleiter im Staatskommissariat für Korruptionsbekämpfung und wurde 1949 Dozent an der Südwestfälischen Beamtenfachschule. Ab 1954 war er als Rechtsanwalt und Fachanwalt für Verwaltungsrecht in Iserlohn tätig. Dort wurde er Kreisheimatpfleger des Stadtkreises Iserlohn.

## Ehrungen
- Eisernes Kreuz, II. Klasse
- Ehrenzeichen für deutsche Volkspflege